# Ludwig Thienemann
Friedrich August Ludwig Thienemann ( * 25 de diciembre de 1793, Freiburg-in-Unstrut (180 km al
sur de Berlín) - 24 de junio de 1858, Dresde) fue un médico y naturalista alemán.
Era hijo de Johann August Thienemann (1749-1812) y de Johanne Eleonora Friederike Schreiber (1757-1809). Obtiene su doctorado en Medicina en 1819, y expediciona dos años a través de Europa. Recolecta flora de Islandia donde permanece durante treinta meses. Publicará una crónica de esas exploraciones entre 1824 a 1827. En 1822, se instala en Leipzig donde enseña Zoología en la Universidad de la ciudad, y será curador del Gabinete de maravillas de Historia natural de Dresde, en 1825. 
Fue fundador de la efímera revista ornitológica Rhea, apareciendo dos números en 1846 y en 1849.
Con su hermano, el pastor Wilhelm Thienemann (1781-1863) y con Christian Ludwig Brehm (1787-1864), trabajarán en la clasificación y en la reproducción de aves de Europa. En 1839, la Royal Society lo asigna para ocupar la función de bibliotecario, mas su salud frágil le impide aceptar tal cargo.

## Algunas publicaciones
- 1828. Lehrbuch der Zoologie
- 1845. Einhundert Tafeln colorirter Abbildungen on Vogeleiern. Zur Fortpflanzungsgeschichte der gesammten Vögel

- La abreviatura «L.Thienem.» se emplea para indicar a Ludwig Thienemann como autoridad en la descripción y clasificación científica de los vegetales.[1]